# II Korpus Wielkiej Armii
II Korpus Wielkiej Armii – jeden z korpusów Wielkiej Armii I Cesarstwa Francuskiego.

## Początek wojny z Rosją 1812

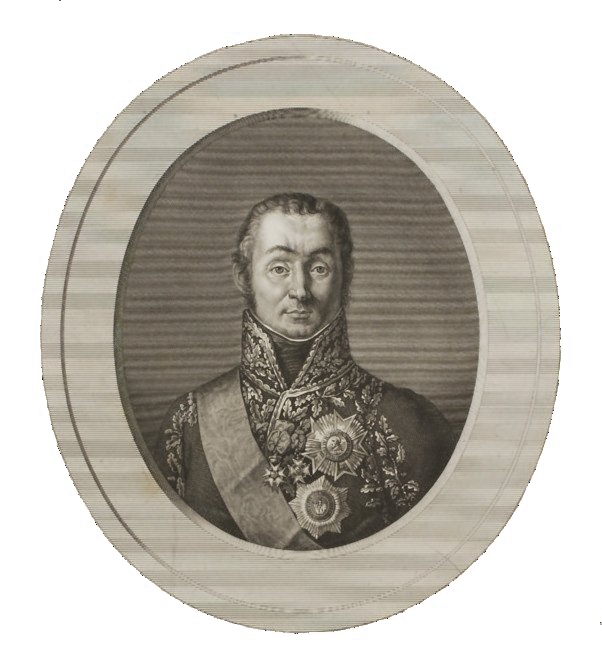
Gen. Nicolas Charles Oudinot, dowódca II Korpusu Wielkiej Armii
w 1812

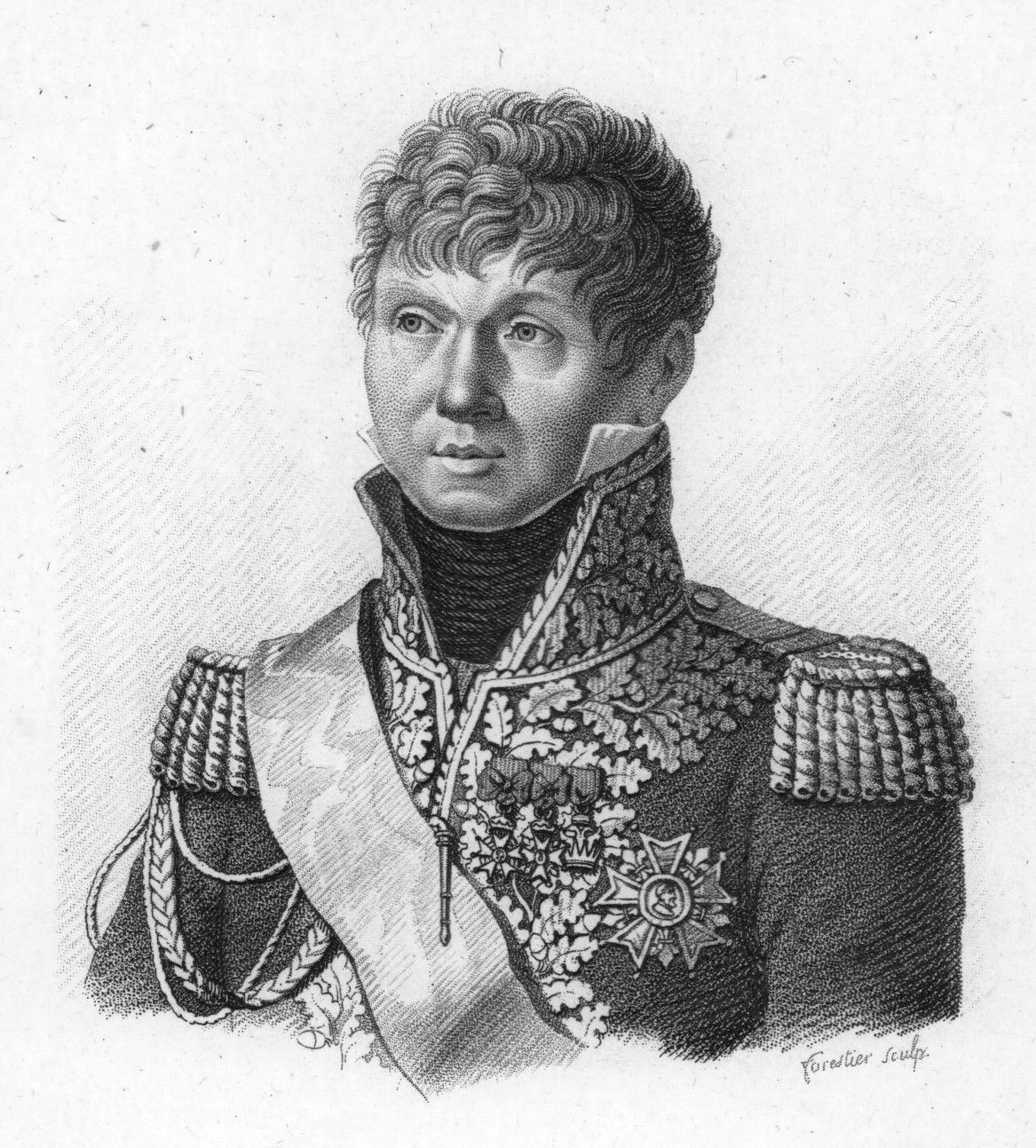
Gen. Claude-Victor Perrin, dowódca II Korpusu Wielkiej Armii
w 1813

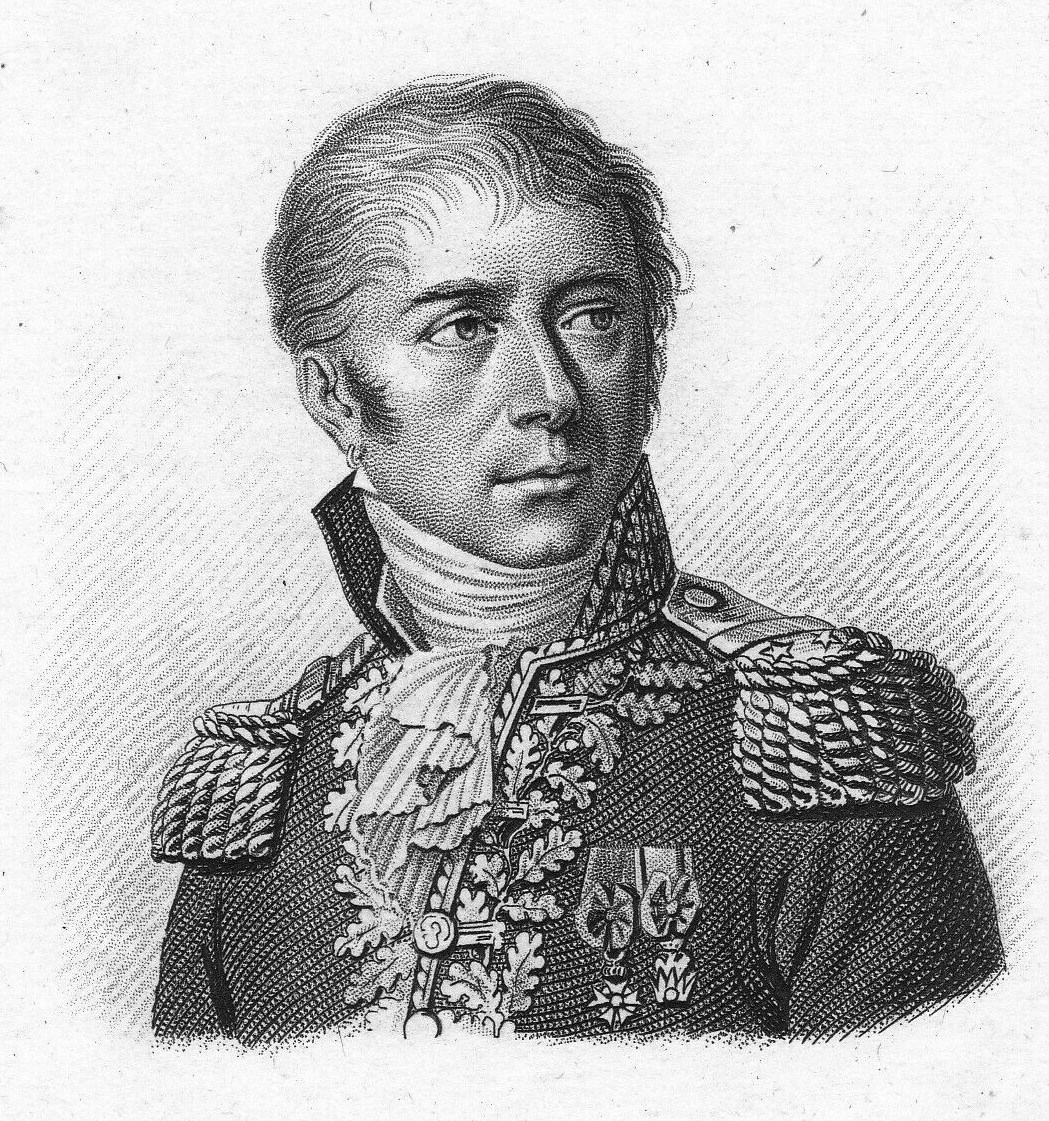
Gen. Honoré Vial, dowódca
6 Dywizji w 1813

- dowódca marszałek Nicolas Charles Oudinot
- 37 000 ludzi
- 72 armaty

## Skład w sierpniu 1813
Kwatera główna II Korpusu mieściła się w Zittau (pol. Żytawa).
- dowódca – marszałek Claude-Victor Perrin, książę Bellune (1764–1841)
- dowódca artylerii – gen. bryg. François Bernard de Montgenet
- dowódca saperów – mjr Bron

- 4 Dywizja – gen. dyw. Jean–Louis Dubreton
- 1 Brygada – gen. Joseph Martin Ferriere
  - 24 pułk piechoty lekkiej – płk Pierre-Jean-Baptiste Plazanet
  - 19 pułk piechoty liniowej – płk Jean Aimable Trupel
- 2 Brygada – gen. Jean Antoine Brun
  - 37 pułk piechoty liniowej – płk Ferjeux Fortier
  - 56 pułk piechoty liniowej – płk Louis François Joseph Delhaye

- 5 Dywizja – gen. Pierre–Charles–Antoine Dufour
- 1 Brygada – Sixte d'Estko
  - 93 pułk piechoty liniowej – płk Nicolas Marchal
  - 26 pułk piechoty lekkiej – płk Bon Bauduin Crepy
- 2 Brygada – gen. książę Henryk LXI Reuss
  - 46 pułk piechoty liniowej – płk Jean Louis Brue
  - 72 pułk piechoty liniowej – Pierre Barthelemy

- 6 Dywizja – gen. dyw. Honoré Vial (1766–1813)
- 1 Brygada – gen. Guy Louis Henri Valory
  - 11 pułk piechoty lekkiej – płk Charles Poinsot
  - 2 pułk piechoty liniowej – mjr Jean–Claude Moreau
- 2 Brygada – gen. Mikołaj Bronikowski
  - 4 pułk piechoty liniowej – płk Jean-Baptiste-Martial Materre
  - 18 pułk piechoty liniowej – płk Louis Antoine Sauset

- Brygada Lekkiej Kawalerii – płk de Hammerstein
  - 1 pułk huzarów Westfalskich – płk de Hammerstein
  - 2 pułk huzarów Westfalskich – mjr Pentz
  - Rezerwa i tabor korpusu – dwie baterie piesze, dwie baterie konne, trzy kompanie saperów, oddziały wozów artyleryjskich i ekwipunku

## Po upadku Napoleona
Po upadku Napoleona w 1814 dowódcą II Korpusu został Jean Rapp.